# 圣保禄圣殿 (坎图)

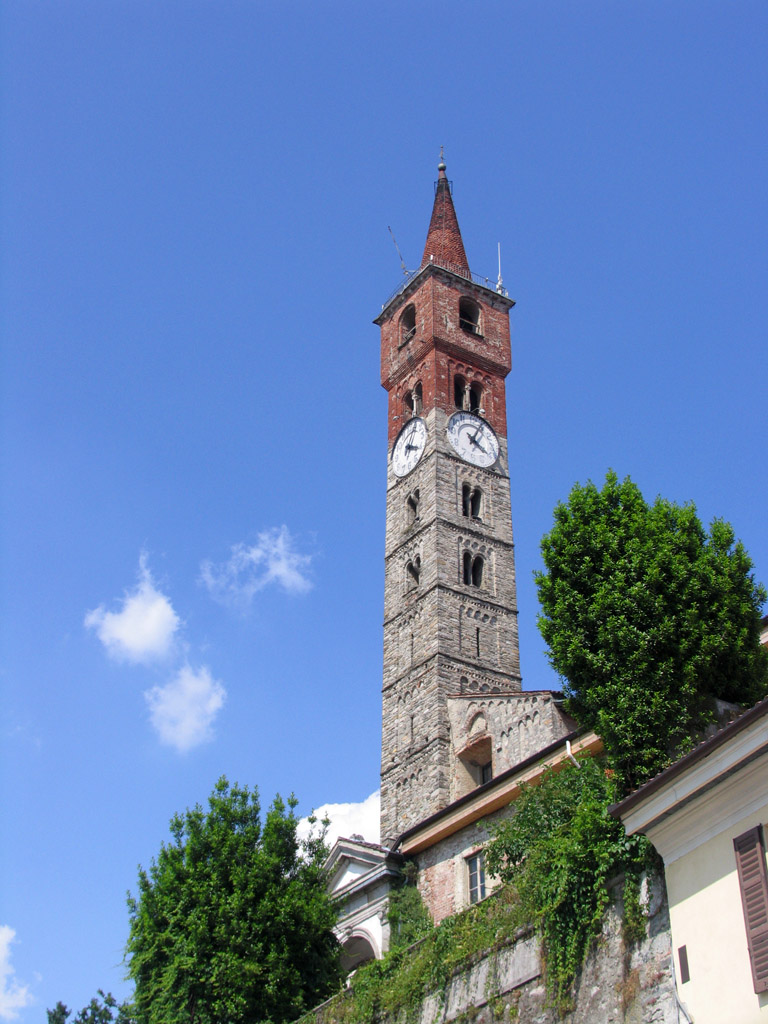

圣保禄圣殿（Basilica prepositurale di San Paolo）是一座罗马天主教宗座圣殿，位于意大利伦巴第大区坎图俯瞰小镇的山丘上, .建于11世纪末，罗马式风格，此后多次改建。
1950年，教宗庇护十二世将该堂升格为宗座圣殿。